# Úhlava
Úhlava (v místním nářečí Ouhlava, německy Angel) je pravostranný přítok řeky Radbuzy v okresech Klatovy, Domažlice, Plzeň-jih a Plzeň-město v Plzeňském kraji. Její celková délka činí 104,0 km. Plocha povodí měří 908,49 km². Je jednou ze čtyř zdrojnic řeky Berounky.

## Průběh toku
Úhlava pramení na Šumavě na západních svazích hory Pancíř v Železnorudské hornatině v nadmořské výšce 1153 m. Teče k severozápadu a vytváří hluboké Úhlavské údolí, které odděluje Královský hvozd a Pancířský hřbet. U Hamrů, kde se řeka stáčí k severu, vzdouvá její vody vodní nádrž Nýrsko. Přes Švihovskou vrchovinu teče do Plzeňské kotliny. Protéká přes Nýrsko, Janovice nad Úhlavou, okrajem Klatov, v blízkosti vodního hradu Švihov, Přešticemi, Štěnovicemi, Plzní (částmi Radobyčice a Doudlevce), kde se vlévá zprava do řeky Radbuzy v nadmořské výšce 307 m.

### Větší přítoky

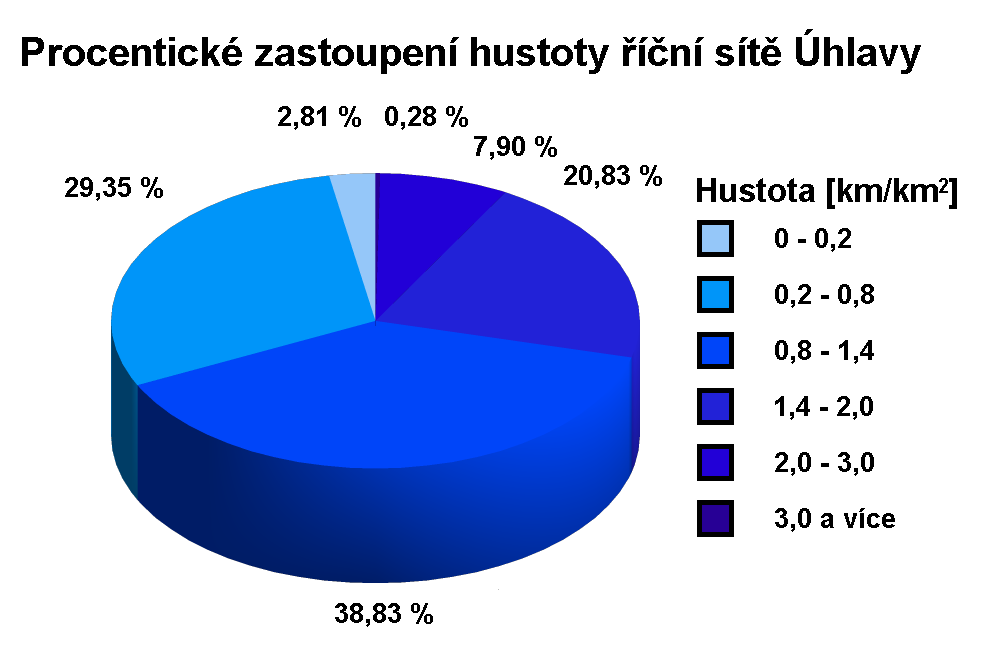
Hustota říční sítě

Nejdelším a nejvodnějším přítokem Úhlavy je Drnový potok, jehož délka činí 21,3 km a průměrný průtok u ústí dosahuje 0,65 m³/s. Přítok s největší plochou povodí je Točnický potok, jehož plocha povodí měří 97,2 km². Průměrná hustota říční sítě Úhlavy činí 1,12 km/km². Celkově se v povodí Úhlavy nachází 1516 vodních toků, jejichž délka nepřesahuje jeden kilometr a 329 vodních toků v délce 1 až 10 km. Potoků v délce 10 až 20 km se v povodí řeky nalézá celkem osm a jeden vodní tok v délce 20 až 40 kilometrů.
- Černý potok, zleva, ř. km 99,4[5]
- Bílý potok, zleva, ř. km 95,3[6]
- Svinský potok, zleva, ř. km 91,9[7]
- Zelenský potok, zprava, ř. km 90,8[8]
- Dešenický potok, zprava, ř. km 87,0[5]
- Žiznětický potok, zprava, ř. km 83,5[9]
- Chodská Úhlava, zleva, ř. km 80,2[7]
- Petrovický potok, zprava, ř. km 74,8[6]
- Jelenka, zprava, ř. km 73,0[9]
- Kusmoukovský potok, zprava, ř. km 69,0[10]
- Korytský potok, zleva, ř. km 68,1[11]
- Novákovický potok, zprava, ř. km 64,9[12]
- Tupadelský potok, zleva, ř. km 61,3[13]
- Drnový potok, zprava, ř. km 58,9[14]
- Poleňka, zleva, ř. km 54,4[15]
- Točnický potok, zprava, ř. km 49,0[13]
- Třebýcinka, zprava, ř. km 45,5[16]
- Vlčí potok, zprava, ř. km 42,3[17]
- Příchovický potok, zprava, ř. km 33,2[17]
- Divoký potok, zprava, ř. km 26,7[18]
- Lukavický potok, zleva, ř. km 25,4[19]
- Předenický potok, zprava,
- Čižický potok, zprava, ř. km 17,0[15]
- Losinský potok, zprava, ř. km 13,1[20]
- Útušický potok, zleva, ř. km 11,8[18]

## Vodní turistika
Řeka je vodácky využívaná na horním (od přehrady), středním (z Janovic) i dolním toku (z Přeštic).

Střední a dolní úsek řeky se dá splouvat po většinu roku, ale je velmi málo splouvaný pro menší zajímavost a četné jezy s nutností přenášení lodí. Vodácké závody a hromadné veřejné splutí na sportovních lodích se konají vždy v září od přehrady Nýrsko do Úborska. Hladina je nadlepšena vypouštěnou vodou z přehrady.

## Vodní režim

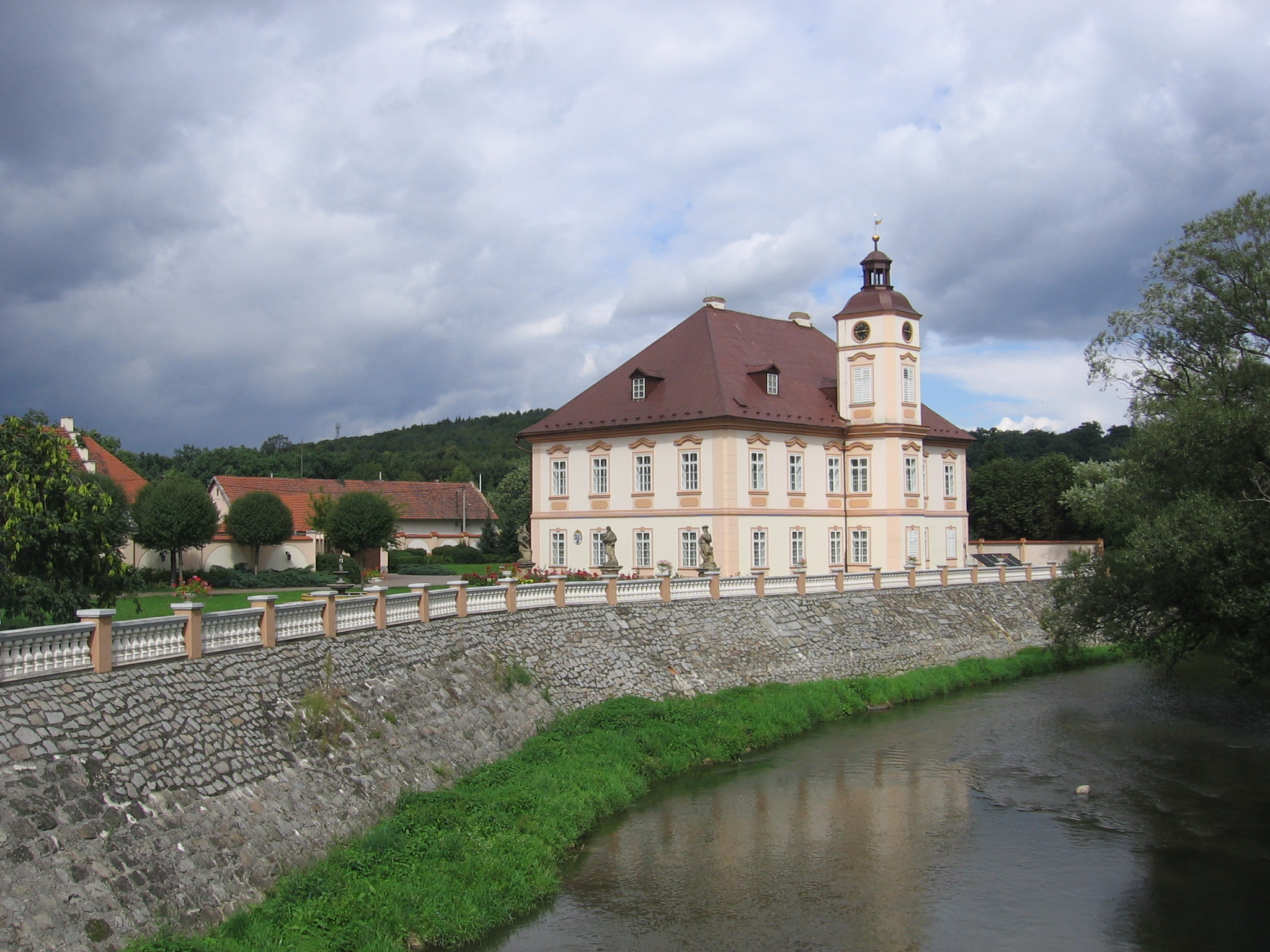
Úhlava u Štěnovického zámku

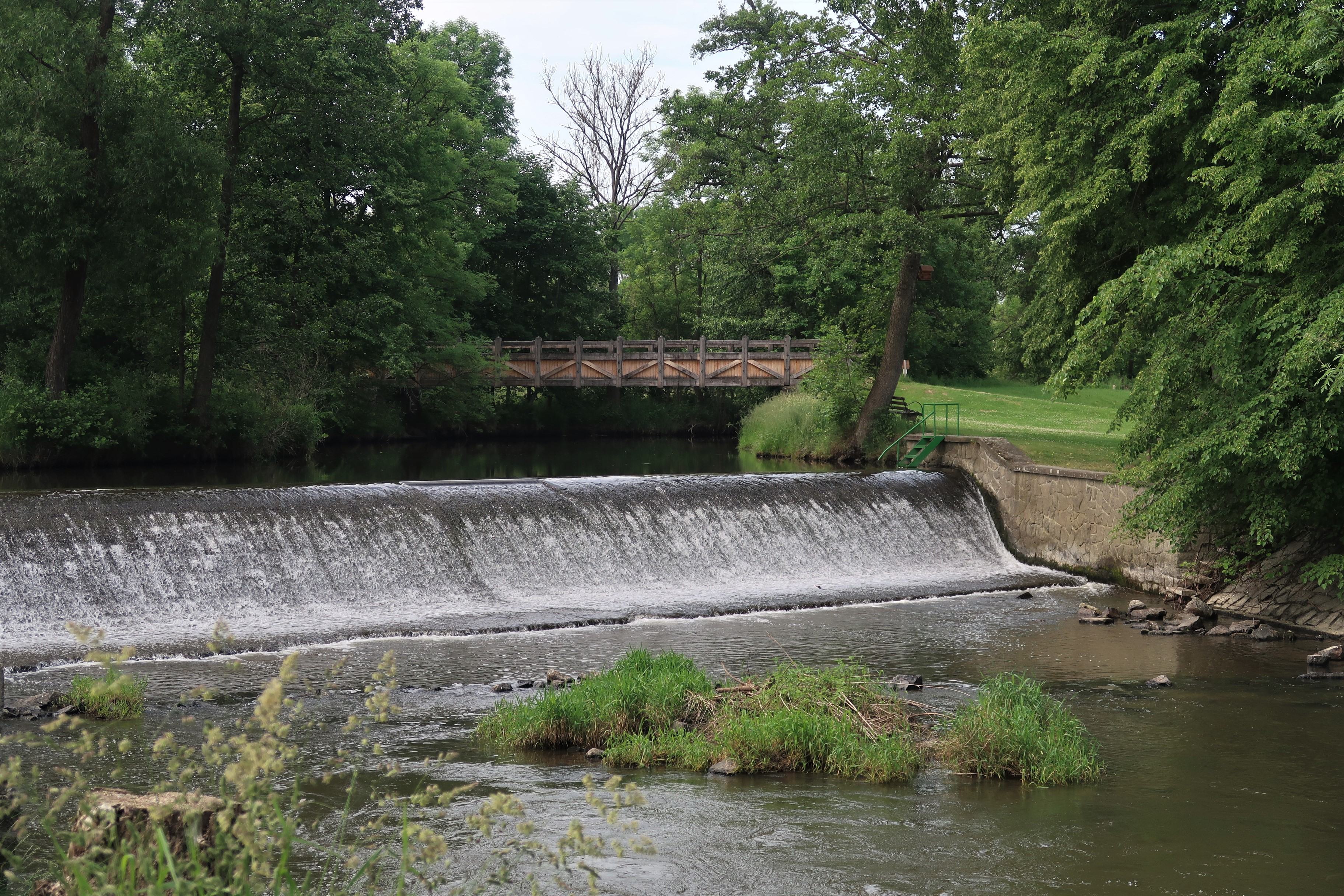
Jez na Úhlavě v Příchovicích

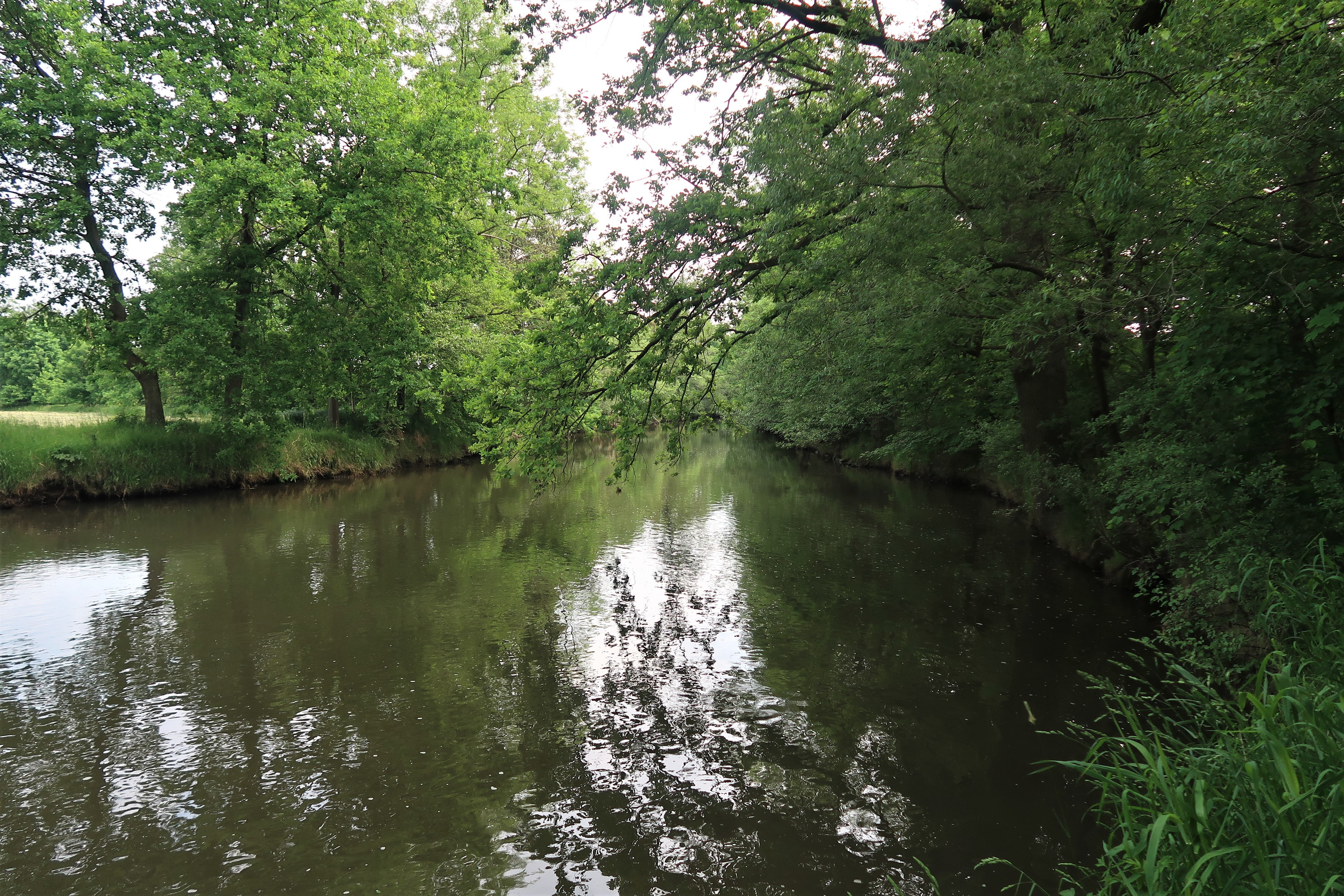
Úhlava v Lužanech

Průměrný průtok Úhlavy ve Štěnovicích na 12,9 říčním kilometru činí 5,71 m³/s.
Průměrné dlouhodobé měsíční průtoky Úhlavy (m³/s) ve stanici Štěnovice:
Průměrné měsíční průtoky Úhlavy (m³/s) ve stanici Štěnovice v roce 2013:

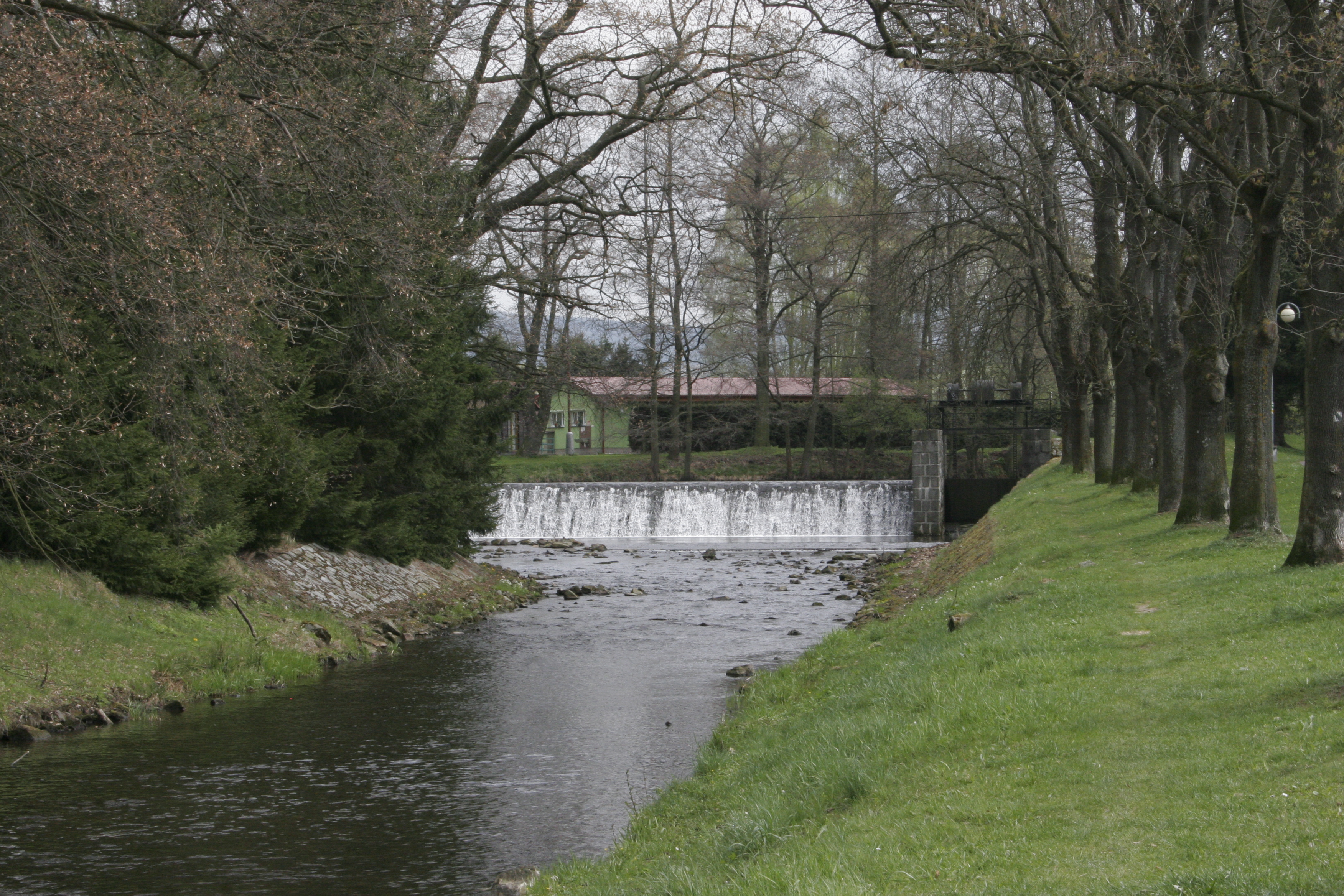
Jez na Úhlavě v Nýrsku

Hlásné profily:
| místo                | říční km | plocha povodí | průměrný průtok (Qa) | stoletá voda (Q100) |
| -------------------- | -------- | ------------- | -------------------- | ------------------- |
| Stará Lhota          | 93,60    | 81,18 km²     | 1,46 m³/s            | 65,9 m³/s           |
| Janovice nad Úhlavou | 75,90    | 278,54 km²    | 3,28 m³/s            | 124,0 m³/s          |
| Tajanov              | 64,30    | 338,74 km²    | 3,56 m³/s            | 137,0 m³/s          |
| Švihov               | 49,35    | 638,38 km²    | 5,00 m³/s            | 232,0 m³/s          |
| Přeštice             | 31,30    | 787,47 km²    | 5,43 m³/s            | 250,0 m³/s          |
| Štěnovice            | 12,90    | 892,84 km²    | 5,71 m³/s            | 263,0 m³/s          |

## Mlýny
Mlýny jsou seřazeny po směru toku řeky.
- Švihovský mlýn – Švihov, okres Klatovy, kulturní památka
- Zámecký mlýn – Lužany, okres Plzeň-jih, kulturní památka